# Vòng loại Giải vô địch bóng đá nữ U-19 châu Á 2011
Vòng loại Giải vô địch bóng đá nữ U-19 châu Á 2011 diễn ra từ tháng 9 tới tháng 10 năm 2010 nhằm chọn ra các đội tuyển tham dự vòng chung kết.

## Vòng một

### Bảng A
Các trận đấu diễn ra ở Makati, Philippines (UTC+8).
| Đội         | Tr | T | H | B | BT | BB | HS | Đ |
| ----------- | -- | - | - | - | -- | -- | -- | - |
| Uzbekistan  | 2  | 2 | 0 | 0 | 5  | 0  | +5 | 6 |
| Myanmar     | 2  | 1 | 0 | 1 | 5  | 1  | +4 | 3 |
| Philippines | 2  | 0 | 0 | 2 | 0  | 9  | −9 | 0 |

| Myanmar | 0 – 1   | Uzbekistan  |
| ------- | ------- | ----------- |
|         | Báo cáo | Gugueva 20' |

| Philippines | 0 – 5   | Myanmar                                            |
| ----------- | ------- | -------------------------------------------------- |
|             | Báo cáo | Wai Aung 25' · Yin Win 74', 88' · Ray Zar 80', 84' |

| Philippines | 0 – 4   | Uzbekistan                                                  |
| ----------- | ------- | ----------------------------------------------------------- |
|             | Báo cáo | Karachik 26' · Bakhromova 53' · Safina 56' · Turdiboeva 68' |

### Bảng B
Các trận đấu diễn ra ở Dhaka, Bangladesh (UTC+6).
| Đội        | Tr | T | H | B | BT | BB | HS  | Đ |
| ---------- | -- | - | - | - | -- | -- | --- | - |
| Iran       | 3  | 3 | 0 | 0 | 13 | 4  | +9  | 9 |
| Ấn Độ      | 3  | 2 | 0 | 1 | 10 | 4  | +6  | 6 |
| Jordan     | 3  | 1 | 0 | 2 | 8  | 6  | +2  | 3 |
| Bangladesh | 3  | 0 | 0 | 3 | 1  | 18 | −17 | 0 |

| Ấn Độ                    | 2 – 4   | Iran                               |
| ------------------------ | ------- | ---------------------------------- |
| Elangbam 25' · Salam 52' | Báo cáo | Parvin 18', 29', 70' · Bahrami 59' |

| Bangladesh | 1 – 6   | Jordan                                                                             |
| ---------- | ------- | ---------------------------------------------------------------------------------- |
| Khatun 8'  | Báo cáo | Al Majali 34' (ph.đ.) · Jebreen 37', 64', 90+2' · Assahwneh 75' · Abukhashabeh 87' |

| Jordan | 0 – 2   | Ấn Độ                 |
| ------ | ------- | --------------------- |
|        | Báo cáo | Salam 18' · Soren 25' |

| Iran                                                           | 6 – 0   | Bangladesh |
| -------------------------------------------------------------- | ------- | ---------- |
| Naraghi 44', 60', 73' · Ghanbari 47' (ph.đ.), 86' · Parvin 50' | Báo cáo |            |

| Jordan           | 2 – 3   | Iran                                   |
| ---------------- | ------- | -------------------------------------- |
| Jebreen 15', 24' | Báo cáo | Alishah 36' · Samaneh 85' · Karimi 89' |

| Ấn Độ                                                | 6 – 0   | Bangladesh |
| ---------------------------------------------------- | ------- | ---------- |
| Elangbam 39' · Salam 53', 73', 75', 78' · Bhutia 86' | Báo cáo |            |

## Vòng hai
Diễn ra tại Kuala Lumpur, Malaysia (UTC+8).
| Đội               | Tr | T | H | B | BT | BB | HS  | Đ  |
| ----------------- | -- | - | - | - | -- | -- | --- | -- |
| Việt Nam          | 4  | 3 | 1 | 0 | 8  | 1  | +7  | 10 |
| Thái Lan          | 4  | 2 | 2 | 0 | 13 | 2  | +11 | 8  |
| Đài Bắc Trung Hoa | 4  | 2 | 0 | 2 | 8  | 8  | 0   | 6  |
| Uzbekistan        | 4  | 1 | 1 | 2 | 8  | 9  | −1  | 4  |
| Iran              | 4  | 0 | 0 | 4 | 3  | 20 | −17 | 0  |

| Đài Bắc Trung Hoa | 0 – 2   | Thái Lan                              |
| ----------------- | ------- | ------------------------------------- |
|                   | Báo cáo | Dangda 7' · Feng Meng-Ping 24' (l.n.) |

| Iran       | 1 – 5   | Uzbekistan                                                      |
| ---------- | ------- | --------------------------------------------------------------- |
| Rahimi 62' | Báo cáo | Riskieva 19', 74' · Gugueva 33' · Bakhromova 77' · Karachik 89' |

| Uzbekistan | 0 – 3   | Việt Nam                                      |
| ---------- | ------- | --------------------------------------------- |
|            | Báo cáo | Phạm Hải Yến 68', 88' · Nguyễn Thị Nguyệt 90' |

| Iran                       | 2 – 4   | Đài Bắc Trung Hoa                                          |
| -------------------------- | ------- | ---------------------------------------------------------- |
| Ahmadi 71' · Samaneh 90+2' | Báo cáo | Lưu Thiên Vân 3' · Chen Li-Wen 44', 73' · Yang Ching 90+1' |

| Việt Nam                                       | 2 – 0   | Iran |
| ---------------------------------------------- | ------- | ---- |
| Nguyễn Thị Liễu 8' · Nguyễn Thị Tuyết Dung 36' | Báo cáo |      |

| Thái Lan                | 2 – 2   | Uzbekistan                   |
| ----------------------- | ------- | ---------------------------- |
| Dangda 28' · Thaoto 63' | Báo cáo | Turdiboeva 45' · Gugueva 66' |

| Thái Lan                                                              | 9 – 0   | Iran |
| --------------------------------------------------------------------- | ------- | ---- |
| Thaoto 14', 18', 25', 34', 52' · Dangda 28', 66', 72' · Tanasan 90+1' | Báo cáo |      |

| Đài Bắc Trung Hoa            | 1 – 3   | Việt Nam                                |
| ---------------------------- | ------- | --------------------------------------- |
| Trương Thục Tinh 25' (ph.đ.) | Báo cáo | Nguyễn Thị Nguyệt 16', 56', 48' (ph.đ.) |

| Uzbekistan             | 1 – 3   | Đài Bắc Trung Hoa                     |
| ---------------------- | ------- | ------------------------------------- |
| Turdiboeva 57' (ph.đ.) | Báo cáo | Chiang Ya-Hui 5' · Lý Tú Cầm 56', 64' |

| Việt Nam | 0 – 0   | Thái Lan |
| -------- | ------- | -------- |
|          | Báo cáo |          |